# Paulianacarus indicus
Paulianacarus indicus är en kvalsterart som först beskrevs av Pranabes Sanyal 1992.  Paulianacarus indicus ingår i släktet Paulianacarus och familjen Lohmanniidae. Inga underarter finns listade i Catalogue of Life.